# Guatteria
Guatteria es un género de plantas de la familia de las annonáceas.

## Descripción
Son arbustos a árboles con hojas membranáceas, el nervio principal elevado en la haz. Flores solitarias o inflorescencias de muchas flores, axilares, pedicelos articulados y con varias brácteas diminutas por debajo de las articulaciones; flores fragantes con olor a frutas, frecuentemente a banano; sépalos valvados; pétalos 6, imbricados, subiguales, generalmente amarillos en la antesis; estambres numerosos, conectivos ensanchados, truncado-discoides; carpelos numerosos, óvulo 1, basal, erecto. Fruto un fascículo de monocarpos abayados, elipsoides, negros cuando maduros, estipitados, los estípites frecuentemente rojos; semillas elipsoides, sin arilo.

## Taxonomía
El género fue descrito por Ruiz & Pav.  y publicado en Florae Peruvianae, et Chilensis Prodromus 85. 1794.  La especie tipo es: Guatteria glauca Ruiz & Pav.

## Especies
| - Guatteria acutissima R.E.Fr. - Guatteria aeruginosa Standl. - Guatteria aeruginosa Standl. - Guatteria aliciae Maas & Erkens - Guatteria alutacea Diels - Guatteria anomala R.E.Fr. - Guatteria amplifolia Triana et Planch. - Guatteria araguarinensis Aristeg. - Guatteria asplundiana R.E.Fr. - Guatteria asterantha R.E.Fr. - Guatteria atabapensis Aristeg. ex D. M. Johnson et N. A. Murray - Guatteria atra Sandwith - Guatteria attenuata Maas & Westra - Guatteria augusti, Diels - Guatteria bernardii R.E.Fr. - Guatteria blainii (Griseb.) Urb. - yayá de Cuba - Guatteria blanchetiana R.E.Fr. - Guatteria boliviana H. J. P. Winkl. - Guatteria boyacana J.F.Macbr. - Guatteria brachypoda R.E.Fr. - Guatteria brevicuspis R.E.Fr. - Guatteria buchtienii R.E.Fr. - Guatteria calliantha R.E.Fr. - Guatteria calophylla R.E.Fr. - Guatteria calva R.E.Fr. - Guatteria cargadero Triana & Planch. - Guatteria chasmantha R.E.Fr. - Guatteria chiriquiensis R.E.Fr. - Guatteria chlorantha Diels - Guatteria chrysophylla Maas et Setten - Guatteria cinnamomea D. A. Simpson - Guatteria citriodora Ducke - Guatteria clavigera R. E. Fr - Guatteria clusiifolia D. M. Johnson et N. A. Murray - Guatteria conspicua R.E.Fr. - Guatteria costaricensis R.E.Fr. - Guatteria diospyroides Baill. - Guatteria cuneiformis Blume - Guatteria curvipetala R.E.Fr. - Guatteria cuspidata Rusby - Guatteria decurrens R.E.Fr. - Guatteria densicoma Mart. - Guatteria denudata R.E.Fr. - Guatteria dolichopoda Donn. Sm. - Guatteria discolor R.E.Fr. - Guatteria dolichopoda F.Donn. Sm. - Guatteria duckeana R.E.Fr. - Guatteria dura, R.E.Fr. - Guatteria ecuadorensis R.E.Fr. - Guatteria elegantissima R.E.Fr - Guatteria eriopoda DC. - Guatteria excelsa Poepp. ex Mart. - Guatteria excelleus R.E.Fr. ex J.F.Macbr. - Guatteria ferruginea A.St.Hil. - Guatteria flexilis R.E.Fr. - Guatteria foliosa Benth. - Guatteria fruticosa R.E.Fr. - Guatteria gamosepala R.E.Fr. - Guatteria geminiflora R.E.Fr. - Guatteria glauca Ruiz & Pav. - Guatteria gracilipes R.E.Fr. - Guatteria guentheri Diels - Guatteria guentheriana Diels - Guatteria hookeri A.St.-Hil. & Tul. - Guatteria hypoglauca Standl. - Guatteria insignis R.E.Fr. - Guatteria jefensis Barringer - Guatteria juninensis R.E.Fr. - Guatteria kamakusensis Maas & Westra - Guatteria klugii R.E.Fr. ex J.F.Macbr. - Guatteria knoopiana Pittier - Guatteria krukoffii R.E.Fr. - Guatteria lanceolata R.E.Fr. - Guatteria lasiocalyx R.E.Fr. - Guatteria latipetala R.E.Fr. - Guatteria lawrancei R.E.Fr. - Guatteria leiocarpa R.E.Fr. - Guatteria liesneri D.M.Johnson et N.A.Murray | - Guatteria longedecurrens R.E.Fr. - Guatteria longicuspis R.E.Fr. - Guatteria lucens Standl. - Guatteria lucida Rusby - Guatteria macrophylla Blume - Guatteria macropoda R.E.Fr. - Guatteria macropus Mart. - Guatteria maguirei R.E.Fr. - Guatteria mayapurensis Kunth - Guatteria megalophylla Diels - Guatteria meliodora R.E.Fr. - Guatteria melosma Diels - Guatteria metensis R.E.Fr. - Guatteria mexiae R.E.Fr. - Guatteria microcalyx R.E.Fr. - Guatteria microsperma R.E.Fr. - Guatteria minarum R.E.Fr. - Guatteria modesta Diels - Guatteria monticola R.E.Fr. - Guatteria moralesi (Maza) Urb. - yayá de Cuba - Guatteria multivenia Diels - Guatteria neglecta R.E.Fr. - Guatteria notabilis Mello-Silva et Pirani - Guatteria novogranatenis R.E.Fr. - Guatteria oblanceolata R.E.Fr. - Guatteria oblongifolia Rusby - Guatteria occidentalis R.E.Fr. - Guatteria oligocarpa Mart. - Guatteria olivacea R.E.Fr. - Guatteria oliviformis Donn. Sm. - Guatteria ovalifolia R.E.Fr. - Guatteria panamensis R.E.Fr. - Guatteria peruviana R.E.Fr. - Guatteria petiolata R.E.Fr. - Guatteria pisocarpa Blume - Guatteria polycarpa R.E.Fr. - Guatteria ponderosa Rusby - Guatteria pseudoferruginea Maas & Westra - Guatteria pseudorotundata Maas & Erkens - Guatteria procera R.E.Fr. - Guatteria pteropus Benth. - Guatteria pudica N.Zamora et Maas - Guatteria puncticulata R.E.Fr. - Guatteria recurvisepala R.E.Fr. - Guatteria rhamnoides R.E.Fr. - Guatteria riedeliana R.E.Fr. - Guatteria rigidipes R.E.Fr. - Guatteria riparia R.E.Fr. - Guatteria robusta R.E.Fr. - Guatteria rondonensis Aristeg. - Guatteria rotundata Maas et Setten - Guatteria rubiginosa N.Zamora & Maas - Guatteria rubrinervis R.E.Fr. - Guatteria rufa Dunall - Guatteria rugosa R.E.Fr. - Guatteria rupestris Mello-Silva et Pirani - Guatteria saffordiana Pittier - Guatteria sandwithii R.E.Fr. - Guatteria scalarinervia D.A.Simpson - Guatteria schomburgkiana Mart. - Guatteria schunkevigoi D.A.Simpson - Guatteria sessilis R.E.Fr. - Guatteria setosa Rusby - Guatteria slateri Standl. - Guatteria speciosa R.E.Fr. - Guatteria spectabilis Diels - Guatteria stenopetala R.E.Fr. - Guatteria stipitata R.E.Fr. - Guatteria talamancana N.Zamora - Guatteria tenuis R.E.Fr. - Guatteria tessmannii R.E.Fr. - Guatteria tomentosa Rusby - Guatteria tonduzii Diels - Guatteria trichostemon R.E.Fr. - Guatteria turrialbana N.Zamora & Erkens - Guatteria umbrosa R.E.Fr. - Guatteria verrucosa R.E.Fr. - Guatteria wessels-boeri Jans.-Jac. |